# 耶蒂德·巴达基
耶蒂德·巴达基（英語：Yetide Badaki，1981年9月24日—），是一位出生于尼日利亚的美籍演员，其代表形象是在Starz頻道播出的美國眾神中饰演的示巴女王。

## 早年生活
耶蒂德·巴达基1981年9月24日出生于尼日利亚伊巴丹，在3岁时移居英国，后于6岁时返回尼日利亚，最终于12岁时定居美国。她毕业于麦基尔大学，主修英国文学（戏剧），辅修环境科学。巴达基还拥有伊利诺伊州立大学的戏剧艺术硕士学位。她于2014年成为一名美国公民。2021年，巴达基承认自己是一名双性恋者。

## 职业生涯
巴达基因《卢旺达小姐的神秘来信》（英語：I Have Before Me a Remarkable Document Given to Me by a Young Lady from Rwanda）获得了2006年的杰夫奖最佳女主角奖提名。她也因在美国众神中扮演示巴女王时的出色演技而获得了较为正面的评价。2018年，她在《这就是我们》中扮演了常见角色吉吉（英語：Chi Chi）。
巴达基在Indiegogo的资助下撰写了《梦幻好莱坞》（英語：In Hollywoodland）的短剧剧本，凯伦和巴达基将作为该片的制片人和主演，杰西卡·谢里夫（英語：Jessica Sherif）担任导演。《梦幻好莱坞》是将爱丽丝梦游仙境的发生地背景设为洛杉矶并加以想象。《梦幻好莱坞》在2020年的顿维尔电影节举行了首映。
巴达基将在由Disney+发行的电影《希腊怪人》（英語：Greek Freak）中扮演揚尼斯·安戴托昆波的母亲。

## 作品列表

### 电影
| 年份 | 名称             | 扮演角色            | 备注 |
| ---- | ---------------- | ------------------- | ---- |
| 2003 | Expiration       | 内奥米              |      |
| 2017 | 红衣主教 X       | 安妮塔              |      |
| 2018 | Chasing the Rain | The Woman           |      |
| 2018 | The Long Shadow  | Sissy Leblanc       |      |
| 2019 | The Buried Girl  | 亚历克斯            |      |
| 2019 | Precipice        | 莫雷纳              | 短篇 |
| 2020 | 何为所寻         | 亚历克斯            |      |
| TBA  | Greek Freak      | 维罗妮卡·安特托昆博 |      |

### 视讯游戏
| 年份 | 游戏名称           | 扮演角色      | 备注 |
| ---- | ------------------ | ------------- | ---- |
| 2016 | 使命召喚：無限戰爭 | 艾伯利·伊泰德 |      |